# Cassolnovo
Cassolnovo est une commune italienne de la province de Pavie, dans la région Lombardie.

## Administration
| Période                                  | Période  | Identité           | Étiquette | Qualité |
| ---------------------------------------- | -------- | ------------------ | --------- | ------- |
| Depuis 2004                              | En cours | Alessandro Ramponi |           |         |
| Les données manquantes sont à compléter. |          |                    |           |         |

### Communes limitrophes
Abbiategrasso, Cerano, Gravellona Lomellina, Sozzago, Terdobbiate, Tornaco, Vigevano.